# Knýtlinga saga
Knýtlinga saga (Sága Knutových potomků) je islandská královská sága z 50. let 13. století vyprávějící o dánských králích vládnoucích od počátku 10. století. Jejím autorem je pravděpodobně Ólafr Þórðarson, zvaný hvítaskáld „bílý básník“, synovec Snorriho Sturlusona. Ten byl také autorem Třetího gramatického pojednání. Olafr byl blízký dánskému králi Valdemarovi II., který mu nejspíše dodal řadu informací nutných k sepsání díla.
Sága je napsána po vzoru Snorriho díla Heimskringla, pojednávajícím o švédských a norských králích. Knýtlinga saga pokrývá dějiny dánských vládců od počátku 10. století do 13. století. První část je především základním přehledem, pozdější kapitoly se zabývají životem synů dánského krále Svena II., který žil v letech 1019 až 1074. Velký důraz je kladen na příkladnost vladařů Knuta IV. a Erika I. v opozici ke králům zlým či neschopným. Klíčovým aspektem dobré vlády je podle ságy udržování míru a podpora církve.